# Medlánecká skalka
Medlánecká skalka je přírodní památka v Medlánkách v Brně. Nachází se na severním svahu Medlánecké sníženiny u ulice Turistická, na západním okraji Medlánek. Důvodem ochrany jsou teplomilná rostlinná společenstva s výskytem zvláště chráněného koniklece velkokvětého (Pulsatilla grandis).

## Geologie
Podloží je tvořeno metabazity a žulovými porfyry brněnského masivu. Půdy reprezentují rankery a kambizem typická.

## Flóra
Kromě populace chráněného koniklece velkokvětého (Pulsatilla grandis) jsou zastoupeny hvozdíček prorostlý (Petrorhagia prolifera), mochna písečná (Potentilla incana), pavinec horský (Jasione montana), růže šípková (Rosa canina), řešetlák počistivý (Rhamnus cathartica), silenka ušnice (Silene otites) či zvonek moravský (Campanula moravica).

## Fauna
Z ptáků zde hnízdí ťuhýk obecný (Lanius collurio), v okolních zahradách krutihlav obecný (Jynx torquilla), lejsek šedý (Muscicapa striata), rehek zahradní (Phoenicurus phoenicurus) nebo strakapoud jižní (Dendrocopos syriacus), z motýlů byl zaznamenán modrásek nejmenší (Cupido minimus).